# Firmo (empresa)
A FIRMO – Papéis e Papelarias, S.A. é uma das maiores empresas portuguesas de fabrico de material escolar, fundada em 1951. É conhecido pelos seus cadernos de capa preta.